# 우에시바 모리헤이

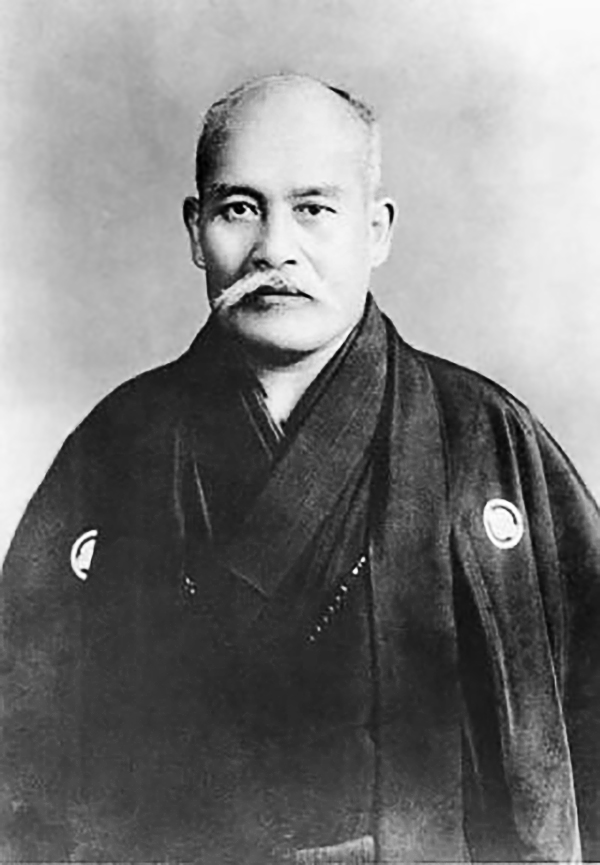
우에시바 모리헤이

우에시바 모리헤이(일본어: 植芝 盛平, 1883년 12월 14일 ~ 1969년 4월 26일)는 일본의 무술가로, 아이키도의 시조이다. 아이키도측에서는 개조(開祖 카이소[*]), 큰스승(大先生/翁先生 오오센세이[*])이라고 부른다.
다나베시의 지주의 아들로 태어나 어릴 때부터 여러 무술을 배우다가 러일전쟁 때 일본 제국 육군에 입대하여 종군했다. 1907년 제대하여 홋카이도 개척민으로 건너갔다가 대동류 합기유술의 시조인 타케다 소카쿠를 만나 가르침을 받았다. 1919년 홋카이도를 떠나 본토로 돌아가 신토계의 신흥종교인 오모토에 가입하여 그 무술사범이 되었고 여기서 첫 도장을 열었다. 1924년 오모토 교단의 성사(聖師) 데구치 오니사부로와 함께 몽골로 선교 여행을 갔으나 중국군에게 붙잡혀 일본으로 송환되었다. 이듬해 자기 말로는 엄청난 영적 개명을 경험했다고 하는데, 그 이후 무술 실력이 갑자기 더욱 고강해졌다고 한다.
1926년 도쿄로 이사가서 아이키카이 홈부 도장을 세웠다. 1931년 코부칸(皇武館)이라는 도장을 세워 황족, 군인, 사업가 등의 자제들을 가르치며 명성을 쌓아갔다. 1942년 일본의 제국주의를 반대하고 전쟁을 비판하며 전시정책의 일환인 대일본 무덕회(大日本武徳会)의 통제를 거부하고 은거하기도 했다. 대전 말기부터 1960년대까지 일본 안팎 전세계에 아이키도 전파에 힘썼다. 1969년 간암으로 사망했다.